# 8922 Куманодаке
8922 Куманодаке (8922 Kumanodake) — астероїд головного поясу, відкритий 10 листопада 1996 року.
Тіссеранів параметр щодо Юпітера — 3,581.